# Gamskogl
Gamskogl är ett berg i Österrike.   Det ligger i distriktet Imst och förbundslandet Tyrolen, i den västra delen av landet, 400 km väster om huvudstaden Wien. Toppen på Gamskogl är 1 969 meter över havet.
Terrängen runt Gamskogl är huvudsakligen bergig, men åt nordost är den kuperad. Runt Gamskogl är det ganska glesbefolkat, med 35 invånare per kvadratkilometer.. Närmaste större samhälle är Sölden, 11,1 km söder om Gamskogl. 
Trakten runt Gamskogl består i huvudsak av gräsmarker.